# JAB Holding Company
JAB Holding Company (JAB) — международная инвестиционная компания со штаб-квартирой в Люксембурге. Контролирует ряд компаний в сферах производства продуктов питания, парфюмерии и косметики, общественного питания, ветеринарной медицины и страхования.

## История

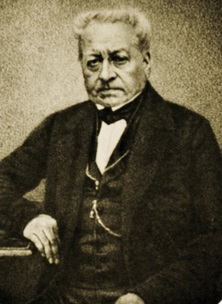
Иоганн Бенкизер

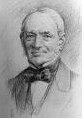
Карл Людвиг Райман

История компании началась в 1823 году, когда Иоганн Бенкизер и Людвиг Райман купили химическую лабораторию в Людвигсхафене и основали компанию Joh. A. Benckiser. В XX веке компания стала крупным производителем и поставщиком химикатов, в частности, лимонной кислоты. Начиная с 1931 глда компания поддерживала НСДАП, а в годы Второй мировой войны использовала подневольный труд военнопленных и остарбайтеров. В 1956 году компания разработала смягчитель воды Calgon, после чего начала развивать направление бытовой химии. В 1970-х годах Joh. A. Benckiser начала инвестиционную деятельность. Компанией на первом этапе развития руководили Карл Людвиг Райман (Karl Ludwig Reimann, 1804—1872), Эмиль Райман (Emil Reimann, 1836—1918), Альфред Райман ст. (Albert Reimann, 1868—1954), Альфред Райман мл. (Albert Reimann, 1898—1984).
В 1981 году управляющим директором был назначен Петер Харф; под его руководством были проданы предприятия по производству промышленных химикатов, взамен покупались европейские бренды моющих средств. В 1990 году компания вышла на рынок США, купив ряд брендов у SmithKline Beecham. В 1992 году за 440 млн долларов была куплена парфюмерная компания Coty. В 1997 году Joh. A. Benckiser была перерегистрирована в Нидерландах под названием Benckiser NV, в 1999 году она объединилась с британской компанией Reckitt & Colman, образовав Reckitt Benckiser; это слияние не включало компанию Coty.
После продажи Benckiser члены семьи Райман стали мультимиллиардерами. Свои средства они стали инвестировать в приобретение различных компаний. В 2008 году был куплен швейцарский дом моды Bally. В 2011 году был приобретён производитель обуви Jimmy Choo. В 2012 году в Люксембурге была зарегистрирована холдинговая компания JAB Holding Company, через которую семья Райманн начала расширять своё инвестиционное портфолио. В том же 2012 году была куплена компания Peet’s Coffee, а в декабре 2012 года — сеть кофеен Caribou Coffee. В следующие годы были куплены и присоединены к Peet’s Coffee ещё несколько американских производителей кофе и чая — Mighty Leaf Tea в 2014 году, Stumptown Coffee и Intelligentsia Coffee & Tea в 2015 году. Кроме этого, в 2014 году была куплена американская сеть кофеен Einstein Bros. Bagels, а в 2015 году — скандинавская сеть кафе Espresso House.
В 2013 году JAB приобрела нидерландского производителя кофе D.E Master Blenders. В мае 2014 года было объявлено о его слиянии с кофейным бизнесом компании Mondelēz International, в результате была создана новая компания Jacobs Douwe Egberts, контролируемая JAB. В декабре 2019 года Jacobs Douwe Egberts была объединена с Peet’s Coffee в JDE Peet’s.
В марте 2016 года JAB в партнёрстве с другими инвесторами приобрели производителя кофе и кофемашин Keurig Green Mountain за 13,9 млрд долларов. В мае 2016 года JAB приобрела компанию по производству пончиков и владеющую сетью кофеен Krispy Kreme за 1,35 млрд долларов. В апреле 2017 года JAB достигла соглашения о покупке Panera Bread, сети из 2 тыс. кафе с выпечкой, за 7,5 млрд долларов. Также в апреле JAB заявила о намерении продать свои доли в брендах дизайнерской обуви и одежды Jimmy Choo, Bally и Belstaff. Belstaff, британский бренд одежды, купленный в 2014 году, был продан компании Ineos.
В июле 2017 года JAB купила за 7,5 млрд долларов сеть кафе Panera Bread, а в августе 2017 года — Bruegger’s Bagels. В январе 2018 года Keurig Green Mountain объявила о приобретении GR Pepper Snapple Group за 18,7 млрд долларов; эти две компании объединились под названием Keurig Dr Pepper. В мае 2018 года было объявлено о покупке британской сети закусочных Pret a Manger; сеть насчитывала 530 точек в Великобритании, США, Китае, Гонконге, Франции и ряде других стран.
В феврале 2019 года компания за 1,2 млрд долларов купила сеть ветеринарных клиник Compassion-First Pet Hospitals, через четыре месяца приобрела ещё одну, National Veterinary Associates. Их общий оборот составлял 3 млрд долларов в 2020 году. В 2020 году была продана почти вся доля в Reckitt Benckiser; по состоянию на октябрь 2024 года доля JAB в этой компании составляла 6,69 %.
В августе 2021 года три сети кофеен с выпечкой (Panera Bread, Caribou Coffee и Einstein Bros. Bagels) были объединены в компанию Panera Brands; в сумме эти сети насчитывали 4 тыс. точек в 10 странах, в них работало 110 тыс. человек. В августе 2024 года Bally был продан калифорнийской инвестиционной фирме Regent LP. В феврале 2025 года было объявлено о покупке Prosperity Life Group, компании по страхованию жизни с активами 25 млрд долларов.

## Собственники и руководство
Холдинг JAB контролируется семьёй Райман, которая считается второй богатейшей в Германии. После смерти Альберта Раймана мл. в 1984 году компанию унаследовали его 9 детей, из них пятеро позже продали свои доли. После этого собственниками компании остались Вольфганг Райман (Wolfgang Reimann, род. 4 октября 1952 года), Штефан Райман-Андерсен (Stefan Reimann-Andersen, род. 13 июля 1963 года), Матиас Райман-Андерсен (Matthias Reimann-Andersen, род. 30 марта 1965 года) и Рената Райман-Хаас (Renate Reimann-Haas, род. 8 октября 1951 года).
Руководство:
- Герд Петер Харф (Gerd Peter Harf, род. 9 мая 1946 года) — председатель совета директоров, в компании с 1981 года; также председатель Coty, в прошлом был генеральным директором Coty (с 1993 по 2001 год), а также вице-председателем Reckitt Benckiser и председателем Anheuser-Busch InBev[9][19].
- Йоахим Кройс (Joachim Creus) — управляющий партнёр, вице-председатель и генеральный директор с января 2024 года[28].

## Деятельность

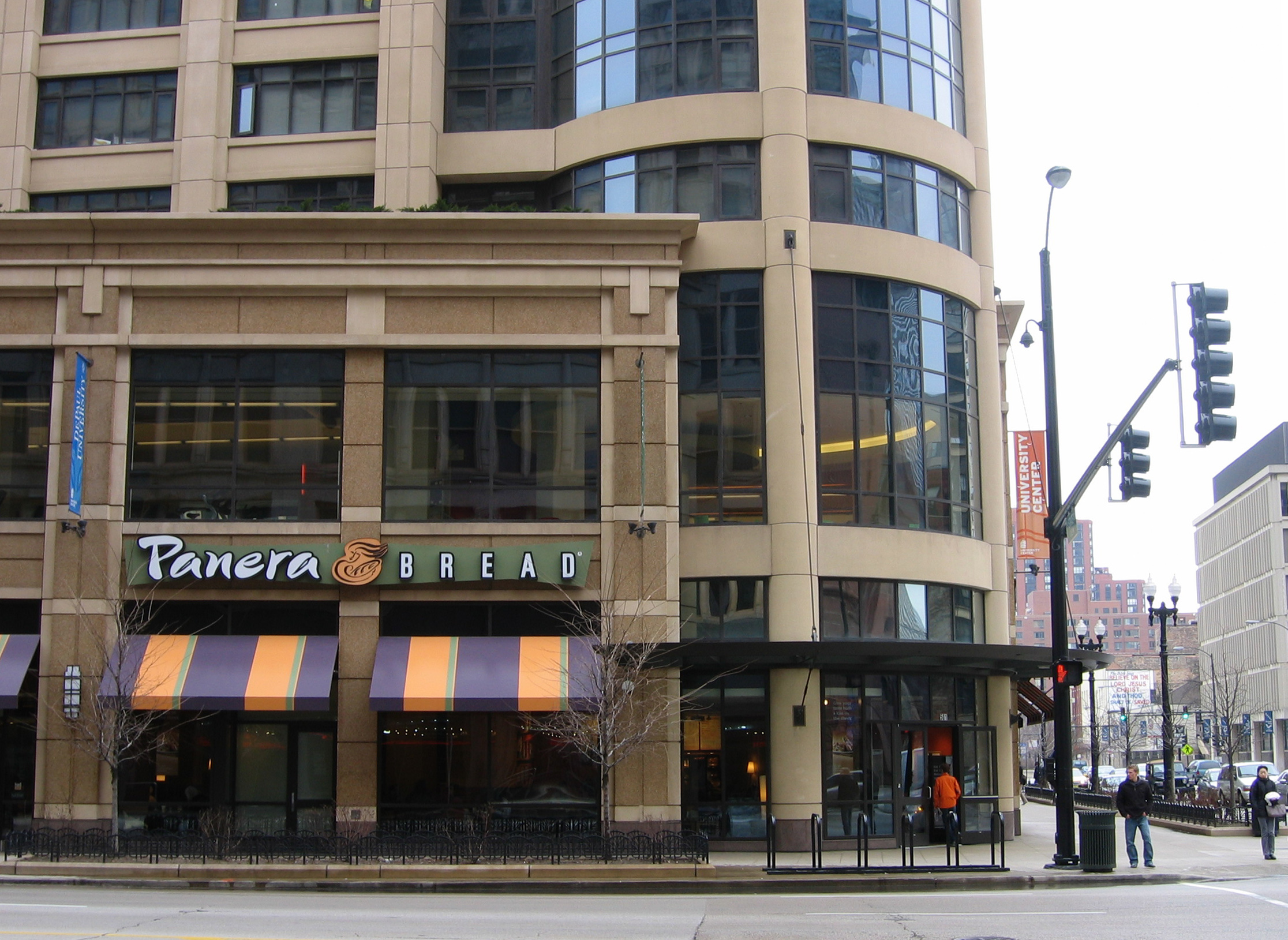
Кафе Panera bread в Чикаго-Луп

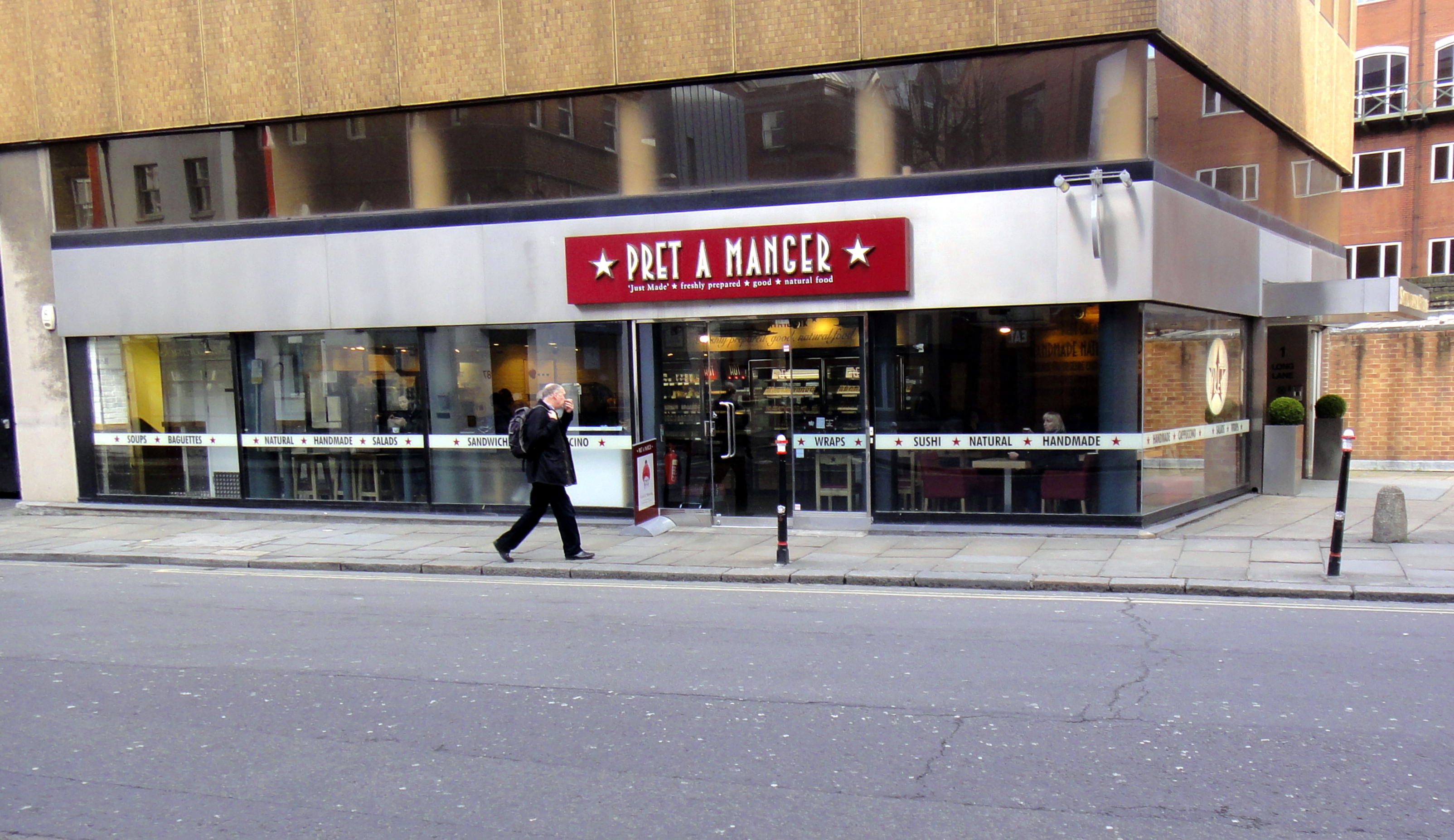
Закусочная Pret a Manger в Лондоне

Компания предоставляет услуги инвестиционного менеджмента, принимая средства от инвесторов и вкладывая их в публичные и частные компании. Инвесторами выступают как члены семьи Райман, так и другие богатые семьи. Инвестиционные офисы компании имеются в Амстердаме, Вашингтоне, Лондоне, Люксембурге, Мангейме и Сан-Паулу.
Компания закончила 2024 год с чистым убытком 9,4 млрд долларов, что было вызвано падением стоимости её инвестиционного портфеля: большинство компаний, в которые были вложены средства, потеряли свою рыночную стоимость по сравнению с 2023 годом.
Основные контролируемые компании по состоянию на 2024 год:
- JDE Peet’s — кофе и чай, владеет брендами Peet’s, Jacobs, Senseo, Tassimo, Douwe Egberts, Old Town, Super, Pickwick, Moccona, Maxwell House и другими; доля 67 %;
- Keurig Dr Pepper — безалкогольные напитки, кофе и чай; доля 16 %;
- Coty — парфюмерия, косметика; доля 52 %;
- Krispy Kreme — пончики, сеть кофеен; доля 44 %;
- Panera Brands — сети кафе-пекарен Panera Bread[англ.], Caribou Coffee[англ.] и Einstein Bros. Bagels[англ.] в США и Канаде; доля 89 %;
- Pret a Manger[англ.] — сеть закусочных (720 точек в Великобритании, США и других странах); доля 78 %;
- Espresso House[англ.] — сеть кофеен в Скандинавии; доля 89 %;
- National Veterinary Associates — сеть ветеринарных клиник; доля 91 %;
- Independence Pet Holdings — страхование домашних животных в США и Канаде; доля 83 %;
- Pinnacle Pet Group — страхование домашних животных в Европе; доля 69 %.